# MetaPost
MetaPost är en anpassning av Donald Ervin Knuths teckensnittsbeskrivningsspråk Metafont. I stället för bitmapbilder produceras PostScript-kod. META-språkets deklarativa natur och möjligheter att beskriva kurvor och punkter såväl matematiskt som geometriskt gör att MetaPost är ett utmärkt verktyg för att skapa tekniska figurer av hög kvalité. En annan mycket stor fördel är att man lätt kan infoga text som typsätts av ett externt program (typiskt TeX, men även troff går bra).
För den som inte vill skriva källkoden själv kan man använda det Java-baserade grafiska verktyget METAGRAF. Flera program, bl.a. Gnuplot och xfig kan även exportera till MetaPost-format.
MetaPost har utvecklats av John D. Hobby vid Bell Labs i New Jersey. Arbetet med MetaPost påbörjades i slutet av 1980-talet, men det dröjde till den 21 december 1994 innan systemet var färdigt och publicerades som fri programvara. 